# Luke Tolo-Kent
Luke Tolo-Kent, né le 29 avril 2003 à Wellington en Nouvelle-Zélande, est un footballeur international samoan. Il joue au poste de défenseur central ou d'arrière gauche aux Miramar Rangers.

## Biographie

### Jeunesse et formation
Il joue en équipe de jeunes aux Miramar Rangers.

### En équipe nationale
Il joue le Championnat d'Océanie des moins de 19 ans 2022. Il joue sa première rencontre contre la Nouvelle-Calédonie. Remplaçant, sa sélection perd 0-4. Le parcours des Samoa s’arrête en quarts de finale.
Avec les Samoa olympique, il participe au Tournoi pré-olympique de l'OFC 2023. Lors de ce tournoi, il fait ses débuts contre les Tonga. Titulaire, sa sélection gagne 3-0,,. Avec une victoire et deux défaites en phase de groupes, les Samoa ne passent pas l'écueil du premier tour. Ces résultats sont synonymes de non-qualification pour les Jeux olympiques de 2024.
Lui ainsi que plusieurs autres jeunes joueurs font leurs débuts internationaux le 17 novembre 2023, lors d'une défaite 1-0 contre les Îles Salomon aux Jeux du Pacifique 2023,.
En juin 2024, il figure dans la liste des 23 joueurs samoans retenus par Ryan Stewart pour participer à la Coupe d'Océanie 2024,,.